# Гримальди-Дураццо, Джакомо
Джакомо Дураццо Гримальди (итал. Giacomo Grimaldi Durazzo; Генуя, 1503 — Генуя, 1579) — дож Генуэзской республики.

## Биография

### Ранние годы
Предположительно Джакомо родился в Генуе около 1503 года в семье Джованни Дураццо и Маргариты Монса. Его род происходил из Дураццо в современной Албании, предки Джакомо прибыл в Геную примерно в XIV веке и сделали состояние на торговле шёлком и тканями. Джованни Дураццо занимал различные государственные должности в республике, и в начале XVI века, благодаря своего благосостоянию и престижу, род Дураццо породнился с генуэзской аристократической семьёй Гримальди.
Джакомо довольно рано начал свою политическую деятельность в Генуе. В частности, он был послом Генуи во время визита папы Климента VII в Порто-Венере в 1533 году, где папа остановился на пути в Марсель на встречу с королём Франциском I. В 1538 году, в статусе после республики, Джакомо встречал папу Павла III в Пьяченце во время его путешествия в Ниццу.
С 1566 года Джакомо служил сенатором, а в 1573 году стал одним из членом Синдикатории — органа, оценивавшего эффективность работы дожей.

### Правление
Избрание Джакомо дожем произошло в бурном политическом и социальном контексте. С шестидесятых годов XVI века в Генуе росла напряжённость между двумя фракциями дворянства — «старой» и «новой» знатью. Споры между усугубилась международными политическими сценариями (в частности, противостоянием короля Испании Карла V, короля Франции Франциска I и Святым Престол) и смертью в 1560 году адмирала Андреа Дориа. Дориа, хоть никогда не был дожем, всегда рассматривался как политический лидера, направлявший политику государства и державший под контролем фракции знати. После его смерти, чтобы не нарушать сложившийся паритет, «старая» и «новая» знать чередовали своих ставленников на посту дожа. Однако в 1573 году выборы дожа обернулись серьёзной конфронтацией, после того как выдвиженец «старой» знати Джаннотто Ломеллини покинул свой пост.
Группировки знати регулярно подпитывали социальные конфликты в своих интересах: так, «новая» знать спровоцировала восстание цеховых мастеров после введения новых налогов для подавления восстания на Корсике. На выборах 1573 года «новая» знать выдвинула пять кандидатов — Давидо Вакка, Франческо Тальякарне, Джакомо Сенестраро, Маттео Сенарега и Томмазо Карбоне. а «старая» знать сделала ставку на Джакомо Дураццо Гримальди, долгое время ассоциировавшийся с «новой» знатью.
Поскольку стороны не смогли достичь соглашения о едином кандидате от каждой из фракций, Сенат, вопреки советам трёх из пяти членов Синдикатории, принял решение провести выборы среди сразу четырёх кандидатов во втором туре. В результате довольно неожиданно выборы выиграл Джакомо Дураццо Гримальди, единственный кандидат от «старой» знати, ставший 16 октября 1573 года новым дожем Генуи, 69-м в республиканской истории. «Старая» знать осталась довольна результатами выборов, они были одобрены и королём Испании.

### Гражданская война
В первый год своего правления Гримальди встретил в Генуе нескольких итальянских и зарубежных деятелей, среди них были посол Испании Хуан де Идьякес, который прибыл в город в связи с усилением конфликтов между группировками знати. Напряжённость в итоге перешла в 1575 году в гражданскую войну. И «старая», и «новая» знать стала формировать свои лоббирующие группировки, деятельность которых парализовала работу Сената. Тем не менее, дож в этих условиях продолжал заниматься организацией официальных визитов, в том числе герцога Альбы и испанского кардинала Педро Пачеко де Вильены в феврале 1574 года, дона Хуана Австрийского в ноябре того же года.
В дни карнавала 1575 года шутовской турнир, организованный «новой» знатью, перешёл в провокацию против представителей «старой» знати. В городе начались беспорядки, несколько дней на улицах шло вооружённое противостояние между двумя группировками, в которое оказались втянуты и городские ремесленники.
15 марта 1575 года правительство приняло требования «новой» аристократии, таких как отмена налога на вино, увеличение заработной платы ткачей и т. п. Напрасно фракции «старой» знати пыталась оспорить эту меру как проведённую под принуждением.
В политическом плане ситуация стала выгодной для «новой» знати: их представителей было большинство в Сенате и его комитетах. Испания и Святой Престол попытались прекратить гражданскую войну. 16 апреля в город прибыл посол папы Григория XIII кардинал Джованни Мороне, а в первой половине августа — герцог Гандия от имени короля Испании. Однако усилия по примирению оказались тщетными, так как «старая» знать уже считала нелегитимным все генуэзское правительство, пошедшее на уступки их оппонентам. Все это время дож Дураццо Гримальди оставался необъяснимо молчаливым, или, по крайней мере, его участие во внутренней политике в этот период не ощущается в исторических источниках.
Наконец, в сентябре было достигнуто перемирие между враждующими фракциями знати, а 17 октября дожем был избран Просперо Чентурионе Фаттинанти, представитель «новой» знати.

### Последние годы
После отставки Дураццо Гримальди занялся адвокатской деятельностью.
14 декабря 1577 года престарелый бывший дож составил завещание и умер в Генуе в 1579 году, его тело было погребено в местной церкви Святого Амборозия.

### Личная жизнь
Учитывая даты рождения его детей, Джакомо женился довольно поздно, его женой стала Мария Маджолло ди Винченцо, которая родила ему трёх сыновей и четырёх дочерей: Джованни (женился на сестре будущего дожа Алессандро Лонго Джустиниани), Пьетро Дураццо (дожа в 1619—1621 годах), Агостино (синьора Габьяно и мужа сестры дожа Джованни Франческо Бриньоле Сале), Лукрецию, Магдалену (жену дожа Федерико де Франки), Баттину и Лауру.